# Loubieng
Loubieng – miejscowość i gmina we Francji, w regionie Nowa Akwitania, w departamencie Pireneje Atlantyckie.
Według danych na rok 1990 gminę zamieszkiwały 432 osoby, a gęstość zaludnienia wynosiła 18 osób/km² (wśród 2290 gmin Akwitanii Loubieng plasuje się na 765. miejscu pod względem liczby ludności, natomiast pod względem powierzchni na miejscu 402.).